# Pavare trihexagonală snub
În geometrie pavarea hexagonală snub sau pavarea trihexagonală snub este o pavare semiregulată a planului euclidian, în care în fiecare vârf se întâlnesc câte patru triunghiuri echilaterale și un hexagon. Are simbolul Schläfli sr{3,6}. Pavarea tetrahexagonală snub este o pavare hiperbolică înrudită, cu simbolul Schläfli sr{4,6}.
Există trei pavări regulate ale planului și opt pavări uniforme. În afară de pavarea hexagonală, celelalte două pavări regulate sunt pavarea triunghiulară și pavarea pătrată. Cea de față este singura care nu are o simetrie de reflexie.
Există o singură colorare uniformă a unei pavări trihexagonale snub. (Identificarea culorilor prin indici în ordinea „3.3.3.3.6” dă „11213”.)

## Împachetarea cercurilor

Pavarea trihexagonală snub poate fi folosită la împachetarea cercurilor, plasând cercuri de diametre egale în fiecare vârf. Fiecare cerc este în contact cu alte 5 cercuri din pavare (număr de contacte). Domeniul rețelei (un romb) se repetă pentru fiecare 6 cercuri distincte. Golurile hexagonale pot fi umplute cu exact un cerc, ducând la cea mai densă împachetare din pavarea triunghiulară.

## Poliedre și pavări înrudite

Există o pavare 2-uniformă asociată, care combină configurațiile vârfurilor 3.3.3.3.6 a pavării trihexagonale snub și 3.3.3.3.3.3 a pavării triunghiulare

| Pavări hexagonale/triunghiulare uniforme | Pavări hexagonale/triunghiulare uniforme | Pavări hexagonale/triunghiulare uniforme | Pavări hexagonale/triunghiulare uniforme | Pavări hexagonale/triunghiulare uniforme | Pavări hexagonale/triunghiulare uniforme | Pavări hexagonale/triunghiulare uniforme | Pavări hexagonale/triunghiulare uniforme | Pavări hexagonale/triunghiulare uniforme |
| Domenii fundamentale                     | Simetrie: [6,3], (*632)                  | Simetrie: [6,3], (*632)                  | Simetrie: [6,3], (*632)                  | Simetrie: [6,3], (*632)                  | Simetrie: [6,3], (*632)                  | Simetrie: [6,3], (*632)                  | Simetrie: [6,3], (*632)                  | [6,3]+, (632)                            |
| ---------------------------------------- | ---------------------------------------- | ---------------------------------------- | ---------------------------------------- | ---------------------------------------- | ---------------------------------------- | ---------------------------------------- | ---------------------------------------- | ---------------------------------------- |
| Domenii fundamentale                     | {6,3}                                    | t{6,3}                                   | r{6,3}                                   | t{3,6}                                   | {3,6}                                    | rr{6,3}                                  | tr{6,3}                                  | sr{6,3}                                  |
| Domenii fundamentale                     |                                          |                                          |                                          |                                          |                                          |                                          |                                          |                                          |
|                                          |                                          |                                          |                                          |                                          |                                          |                                          |                                          |                                          |
| Config.                                  | 63                                       | 3.12.12                                  | (6.3)2                                   | 6.6.6                                    | 36                                       | 3.4.6.4                                  | 4.6.12                                   | 3.3.3.3.6                                |

### Variante de simetrie
Această pavare semiregulată este un membru al unei secvențe de poliedre și pavări snub cu figura de vârfului (3.3.3.3.n) și diagrama Coxeter–Dynkin . Aceste figuri și dualele lor au simetrie de rotație (n32), existînd în planul euclidian pentru n = 6 și în planul hiperbolic pentru orice n mai mare. Seria poate fi considerată că începe cu n = 2, cu un set de fețe degenerat în digoane.
| Variante de pavări snub cu simetrie n32: 3.3.3.3.n | Variante de pavări snub cu simetrie n32: 3.3.3.3.n | Variante de pavări snub cu simetrie n32: 3.3.3.3.n | Variante de pavări snub cu simetrie n32: 3.3.3.3.n | Variante de pavări snub cu simetrie n32: 3.3.3.3.n | Variante de pavări snub cu simetrie n32: 3.3.3.3.n | Variante de pavări snub cu simetrie n32: 3.3.3.3.n | Variante de pavări snub cu simetrie n32: 3.3.3.3.n | Variante de pavări snub cu simetrie n32: 3.3.3.3.n |
| Simetrie n32                                       | Sferice                                            | Sferice                                            | Sferice                                            | Sferice                                            | Euclidiană                                         | Hiperbolice compacte                               | Hiperbolice compacte                               | Paracomp.                                          |
| Simetrie n32                                       | 232                                                | 332                                                | 432                                                | 532                                                | 632                                                | 732                                                | 832                                                | ∞32                                                |
| -------------------------------------------------- | -------------------------------------------------- | -------------------------------------------------- | -------------------------------------------------- | -------------------------------------------------- | -------------------------------------------------- | -------------------------------------------------- | -------------------------------------------------- | -------------------------------------------------- |
| Imagini snub                                       |                                                    |                                                    |                                                    |                                                    |                                                    |                                                    |                                                    |                                                    |
| Config.                                            | 3.3.3.3.2                                          | 3.3.3.3.3                                          | 3.3.3.3.4                                          | 3.3.3.3.5                                          | 3.3.3.3.6                                          | 3.3.3.3.7                                          | 3.3.3.3.8                                          | 3.3.3.3.∞                                          |
| Imagini giro                                       |                                                    |                                                    |                                                    |                                                    |                                                    |                                                    |                                                    |                                                    |
| Config.                                            | V3.3.3.3.2                                         | V3.3.3.3.3                                         | V3.3.3.3.4                                         | V3.3.3.3.5                                         | V3.3.3.3.6                                         | V3.3.3.3.7                                         | V3.3.3.3.8                                         | V3.3.3.3.∞                                         |

## Pavare pentagonală floare

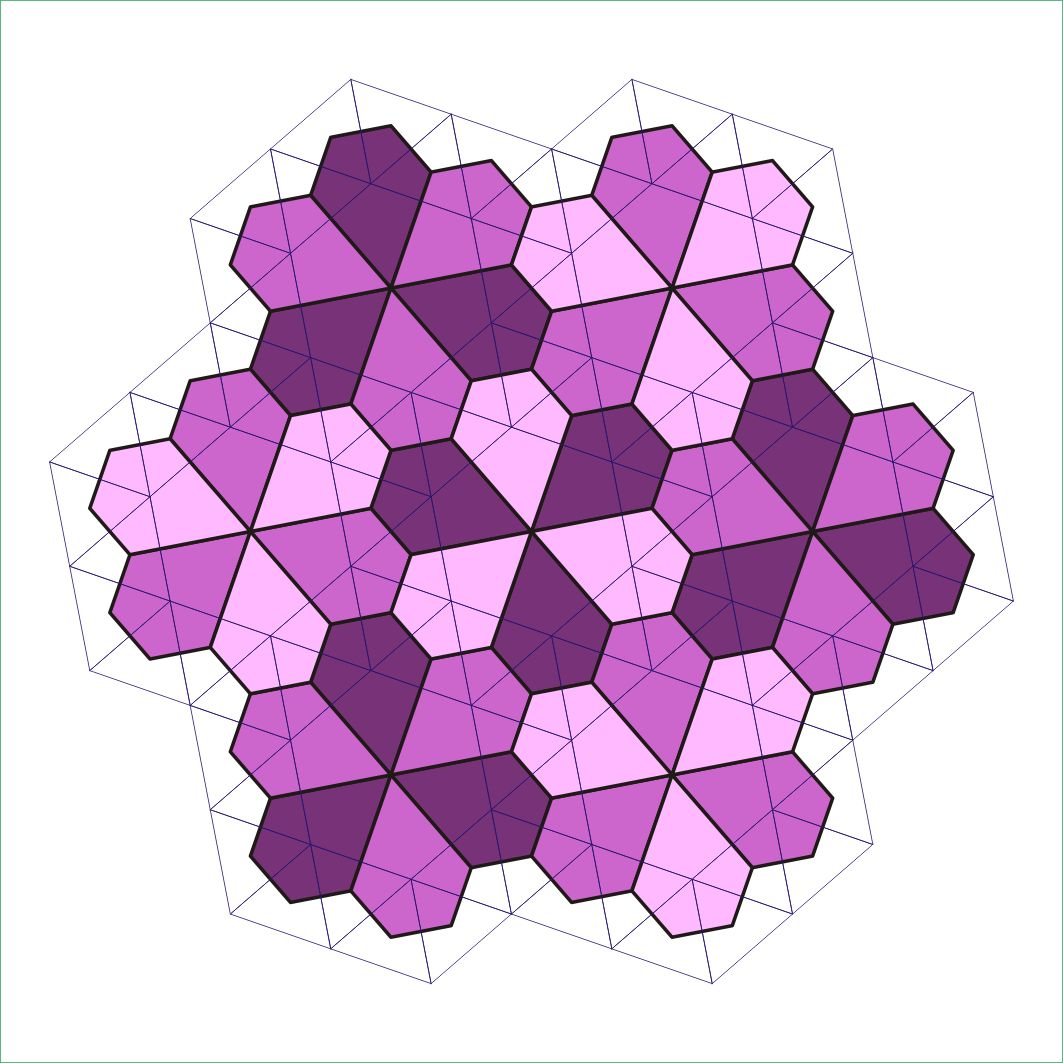

În geometrie pavarea pentagonală floare este o pavare duală semiregulată a planului euclidian. Este una dintre cele 15 pavări pentagonale izoedrice cunoscute. Cele șase dale pentagonale radiază dintr-un punct central, ca petalele unei flori. Fiecare dintre fețele sale pentagonale are patru unghiuri de 120° și un unghi de 60°.
Este duala pavării trihexagonale snub uniforme.

### Variații
Pavarea pentagonală floare are variații geometrice cu lungimi inegale ale laturilor și simetrie de rotație, care sunt pavări pentagonale de tip 5. La limită, lungimea laturii devine zero și aceasta devine pavarea trihexagonală rombică.
| Generală               | Lungime zero degenerată               | Cazuri particulare               | Cazuri particulare            | Cazuri particulare              | Cazuri particulare          |
| ---------------------- | ------------------------------------- | -------------------------------- | ----------------------------- | ------------------------------- | --------------------------- |
| (v. animația)          | Pavare trihexagonală romboidală       |                                  |                               |                                 |                             |
| a=b, d=e A=60°, D=120° | a=b, d=e, c=0 A=60°, 90°, 90°, D=120° | a=b=2c=2d=2e A=60°, B=C=D=E=120° | a=b=d=e A=60°, D=120°, E=150° | 2a=2b=c=2d=2e 0°, A=60°, D=120° | a=b=c=d=e 0°, A=60°, D=120° |

### Pavărik-uniforme și dualek-uniforme înrudite
Există mai multe pavări k-uniforme ale căror duale amestecă buchetele de 6 dale pentagonale cu alte feluri de dale; de exemplu, etichetarea F pentru V34.6, C pentru V32.4.3. 4, B pentru V33.42, H pentru V36:
| uniformă (trihexagonală snub)      | 2-uniformă          | 2-uniformă          | 3-uniformă          | 3-uniformă          | 3-uniformă          |
| ---------------------------------- | ------------------- | ------------------- | ------------------- | ------------------- | ------------------- |
| F, p6 (t=3, e=3)                   | FH, p6 (t=5, e=7)   | FH, p6m (t=3, e=3)  | FCB, p6m (t=5, e=6) | FH2, p6m (t=3, e=4) | FH2, p6m (t=5, e=5) |
|                                    |                     |                     |                     |                     |                     |
| dual uniformă (pentagonală floare) | dual 2-uniformă     | dual 2-uniformă     | dual 3-uniformă     | dual 3-uniformă     | dual 3-uniformă     |
|                                    |                     |                     |                     |                     |                     |
| 3-uniformă                         | 3-uniformă          | 4-uniformă          | 4-uniformă          | 4-uniformă          | 4-uniformă          |
| FH2, p6 (t=7, e=9)                 | F2H, cmm (t=4, e=6) | F2H2, p6 (t=6, e=9) | F3H, p2 (t=7, e=12) | FH3, p6 (t=7, e=10) | FH3, p6m (t=7, e=8) |
|                                    |                     |                     |                     |                     |                     |
| dual 3-uniformă                    | dual 3-uniformă     | dual 4-uniformă     | dual 4-uniformă     | dual 4-uniformă     | dual 4-uniformă     |
|                                    |                     |                     |                     |                     |                     |

### Fractalizare
Înlocuirea fiecărui hexagon V36 cu un rombitrihexagon furnizează o pavare uniformă cu 6 poziții, două vârfuri de 4.6.12 și două vârfuri de 3.4.6.4.
Înlocuirea fiecărui hexagon V36 cu un hexagon trunchiat furnizează o placă uniformă cu 8 poziții, cinci vârfuri de 32.12, două vârfuri de 3,4 .3.12 și un vârf de 3.4.6.4.
Înlocuirea fiecărui hexagon V36 cu un trihexagon trunchiat furnizează o pavare uniformă cu 15 poziții, douăsprezece vârfuri de 4.6.12, două vârfuri de 3,42 .6 și un vârf de 3.4.6.4.
În fiecare pavare fractală, fiecare vârf dintr-un domeniu pentagonal floare se află pe o orbită diferită, deoarece nu există o simetrie chirală (domeniile au lungimile laturilor în raport de 3:2 de {\displaystyle 1+{\frac {1}{\sqrt {3}}}:2+{\frac {2}{\sqrt {3}}}} în cea rombitrihexagonală; {\displaystyle 1+{\frac {2}{\sqrt {3}}}:2+{\frac {4}{\sqrt {3}}}} în cea hexagonală trunchiată și {\displaystyle 1+{\sqrt {3}}:2+2{\sqrt {3}}} în cea trihexagonală trunchiată).
| Rombitrihexagonală | Hexagonală trunchiată | Trihexagonală trunchiată |
| ------------------ | --------------------- | ------------------------ |
|                    |                       |                          |
|                    |                       |                          |

## Alte pavări înrudite
| Simetrie: [6,3], (*632) | Simetrie: [6,3], (*632) | Simetrie: [6,3], (*632) | Simetrie: [6,3], (*632) | Simetrie: [6,3], (*632) | Simetrie: [6,3], (*632) | [6,3]+, (632) |
| ----------------------- | ----------------------- | ----------------------- | ----------------------- | ----------------------- | ----------------------- | ------------- |
|                         |                         |                         |                         |                         |                         |               |
| V63                     | V3.122                  | V(3.6)2                 | V36                     | V3.4.6.4                | V.4.6.12                | V34.6         |